# San Mateo Zoyamazalco
San Mateo Zoyamazalco es una localidad del estado mexicano de Puebla. Es parte del Coyotepec.

## Toponimia
El nombre «San Mateo» hace referencia al santo patrono de la localidad: Mateo el Evangelista. El nombre «Zoyamazalco» proviene de los términos en náhuatl zoyatl, palma; maxaltie, bifurcación; co, locativo. Su significado es «en la bifurcación de las palmas».

## Demografía
| Gráfica de evolución demográfica |
|                                  |

| Censo | Población |
| ----- | --------- |
| 1900  | 804       |
| 1910  | 601       |
| 1921  | 597       |
| 1930  | 607       |
| 1940  | 682       |
| 1950  | 570       |
| 1960  | 921       |
| 1970  | 937       |
| 1980  | 773       |
| 1990  | 601       |
| 2000  | 622       |
| 2010  | 622       |
| 2020  | 599       |